# Província de Kawachi
La província de Kawachi (河内国, Kawachi no Kuni), sovint anomenada Kashū (河州), fou una província del Japó a l'àrea de Kinai. La seua capital fou l'actual ciutat de Fujiidera, tot i que hi van haver varies. L'antic territori de la província actualment ocupa la zona oriental de la prefectura d'Osaka.

## Geografia

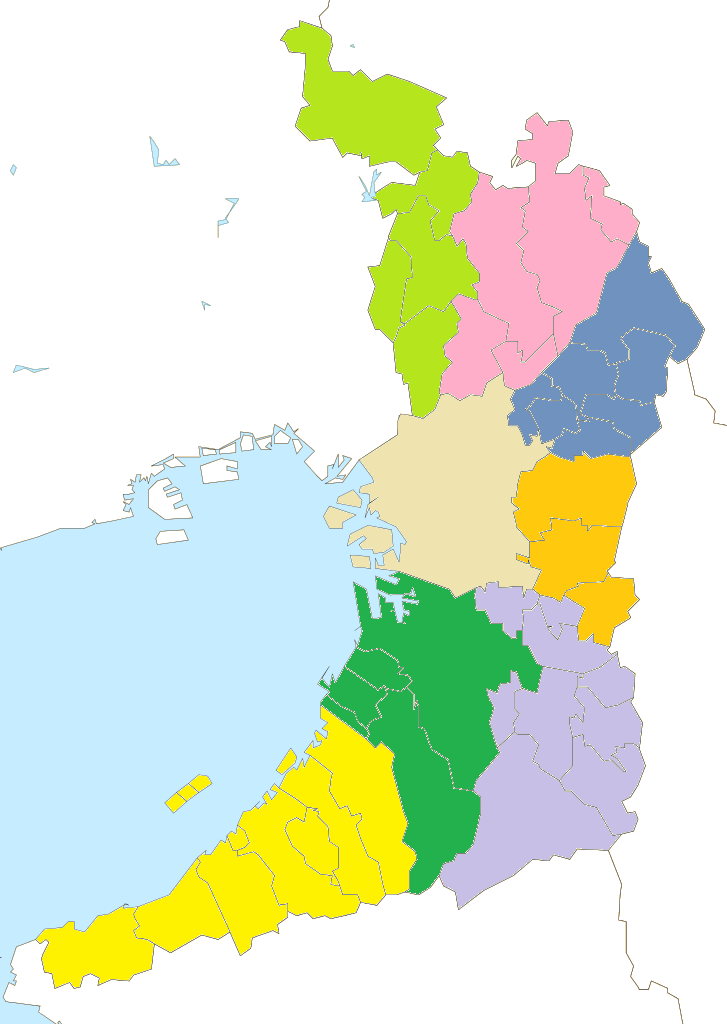
Mapa regional de la prefectura d'Osaka. A l'est, Kawachi.

La província de Kawachi va estar als territoris que ara formen part de la banda oriental de la prefectura d'Osaka. Cap a l'est, la província feia limit amb la província de Yamato i amb la de Yamashiro al nord-est; a l'oest amb la província de Settsu i amb la d'Izumi; cap al sud amb la província de Kii. El terreny a l'època era totalment diferent a com es coneix avui dia; a la província es trobava un gran llac proveït pels rius Yodo i Yamato que formava una gran badia ara inexistent que portava l'aigua d'aquests rius a la mar. Com a curiositat cal dir que la pràctica totalitat de l'actual ciutat d'Osaka es troba ara on abans només hi havia l'aigua de la badia.
La província de Kawachi va estar dividida en tres regions que encara avui són vigents de manera extraoficial com a divisions administratives no regulades de la prefectura d'Osaka. No obstant això, fins i tot el govern prefectural fa servir aquesta divisió com a referència a l'hora de la logistica i els serveis.
- Kitakawachi (北河内) o "Kawachi nord", en blau al mapa.
- Nakakawachi (中河内) o "Kawachi central", en taronja al mapa.
- Minamikawachi (南河内) o "Kawachi sud", en violeta al mapa. Aquest darrer dona nom també al districte de Minamikawachi.

## Regió de Kitakawachi

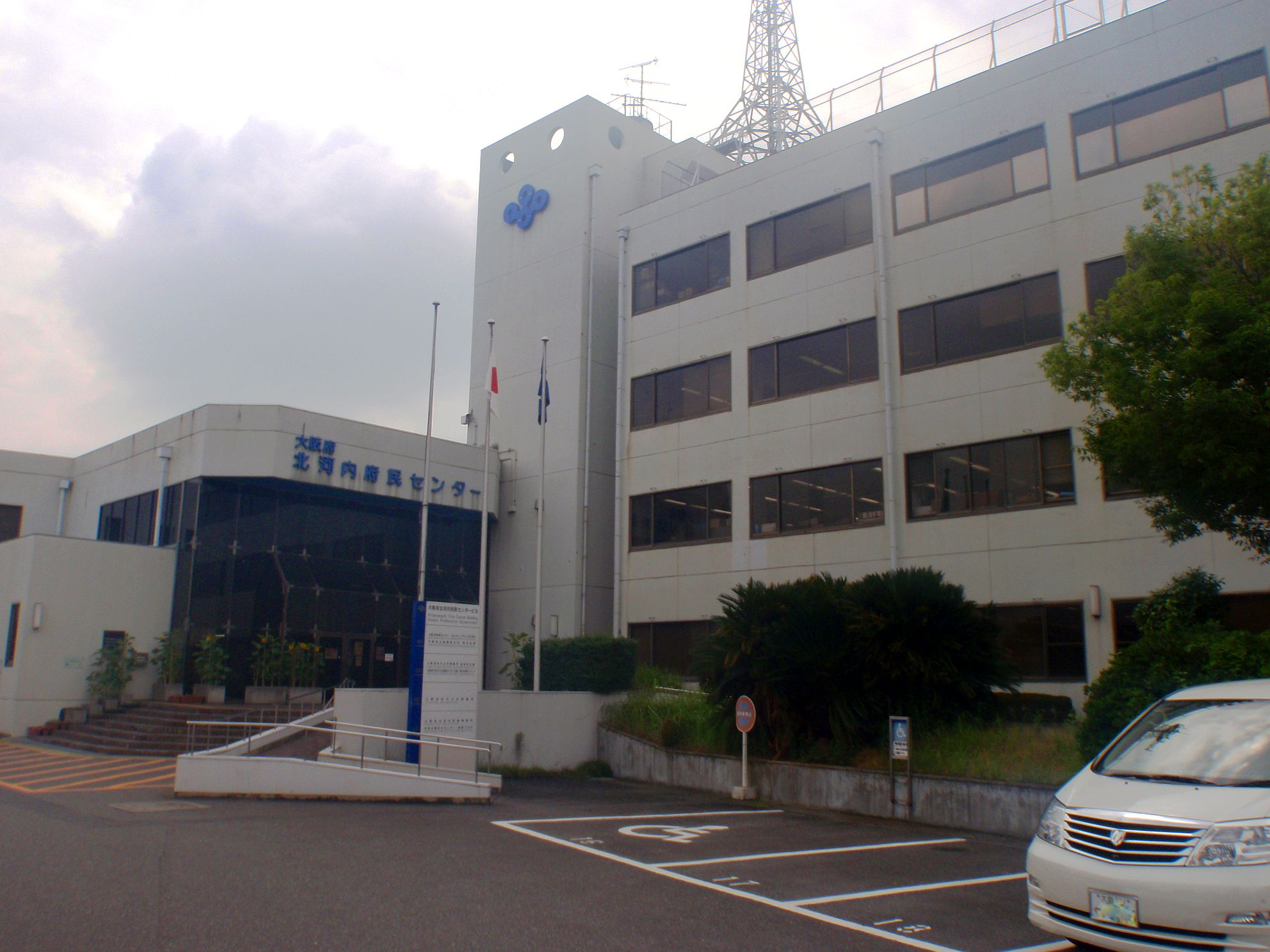
Centre ciutadà de Kitakawachi (Hirakata)

Existeix, de manera no oficial, una divisió regional o administrativa de la prefectura d'Osaka. Una de les divisions d'aquest sistema és la regió de Kitakawachi (北河内地域) inspirada en la divisió regional de l'antiga província. Aquesta divisió es troba reconeguda (tot i que de manera no oficial) al web del govern prefectural i és utilitzada tant per aquest com per institucions i empreses privades com a àrea de gestió, administració i descentralització del territori.
| |           |          |          |
| \| Municipi \| Població \| Extensió \| Densitat \| \| ----------- \| ------------ \| -------- \| -------- \| \| Daitō \| 119.958 \| 18,27 \| 6.566 \| \| Hirakata \| 398.755 \| 65,12 \| 6.123 \| \| Kadoma \| 119.539 \| 12,30 \| 9.719 \| \| Katano \| 76.123 \| 25,55 \| 2.979 \| \| Moriguchi \| 142.288 \| 12,71 \| 11.195 \| \| Neyagawa \| 229.624 \| 24,70 \| 9.297 \| \| Shijōnawate \| 55.453 \| 18,69 \| 2.967 \| \| Total \| 1.163.116[4] \| 177,38 \| 6.557 \| |           |          |          |
| Municipi | Població  | Extensió | Densitat |
| Daitō | 119.958   | 18,27    | 6.566    |
| Hirakata | 398.755   | 65,12    | 6.123    |
| Kadoma | 119.539   | 12,30    | 9.719    |
| Katano | 76.123    | 25,55    | 2.979    |
| Moriguchi | 142.288   | 12,71    | 11.195   |
| Neyagawa | 229.624   | 24,70    | 9.297    |
| Shijōnawate | 55.453    | 18,69    | 2.967    |
| Total | 1.163.116 | 177,38   | 6.557    |

El municipi més poblat d'aquesta regió i, per tant, "capital de facto" és Hirakata, on es troba la seu del govern prefectural per a aquesta zona.

## Regió de Nakakawachi

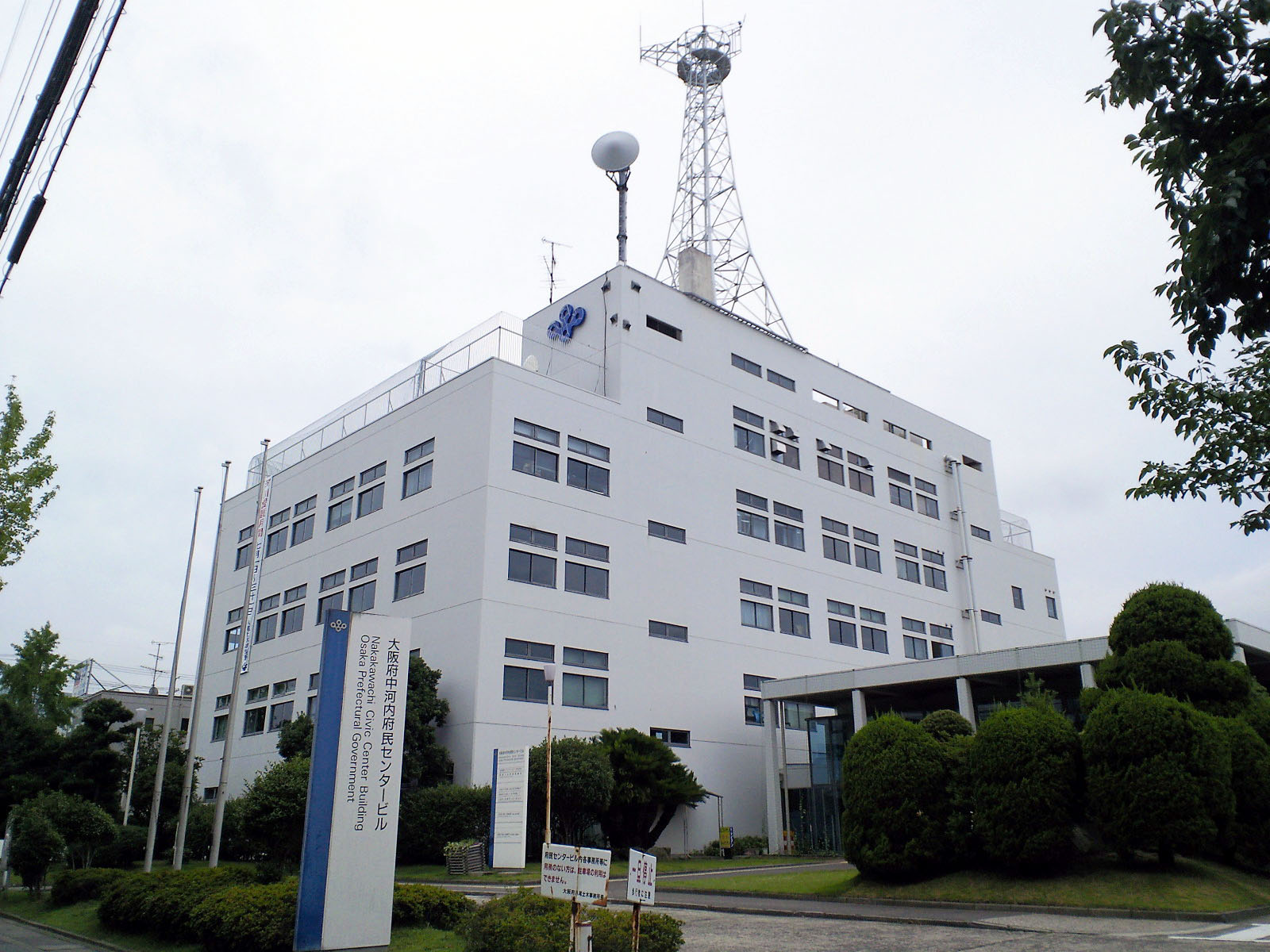
Centre ciutadà de Nakakawachi (Yao).

Existeix, de manera no oficial, una divisió regional o administrativa de la prefectura d'Osaka. Una de les divisions d'aquest sistema és la regió de Nakakawachi (中河内地域) inspirada en la divisió de l'antiga província. Aquesta divisió es troba reconeguda (tot i que de manera no oficial) al web del govern prefectural i és utilitzada tant per aquest com per institucions i empreses privades com a àrea de gestió, administració i descentralització del territori.
| |          |          |          |
| \| Municipi \| Població \| Extensió \| Densitat \| \| ------------ \| ---------- \| -------- \| -------- \| \| Higashiōsaka \| 494.336 \| 61,78 \| 8.002 \| \| Kashiwara \| 68.422 \| 25,33 \| 2.701 \| \| Yao \| 266.166 \| 41,72 \| 6.380 \| \| Total \| 842.443[4] \| 128,91 \| 6.535 \| |          |          |          |
| Municipi | Població | Extensió | Densitat |
| Higashiōsaka | 494.336  | 61,78    | 8.002    |
| Kashiwara | 68.422   | 25,33    | 2.701    |
| Yao | 266.166  | 41,72    | 6.380    |
| Total | 842.443  | 128,91   | 6.535    |

El municipi més poblat d'aquesta regió i, per tant, "capital de facto" és Higashiōsaka, tot i que la seu del govern prefectural per a aquesta zona es troba a Yao.